# Pivampicillina
La pivampicillina è un estere pivaloilossimetilico dell'ampicillina. È un profarmaco, pensato per migliorare la biodisponibilità orale dell'ampicillina grazie alla sua maggiore lipofilia rispetto a quella dell'ampicillina.

## Utilizzo
La pivampicillina è impiegata nel trattamento di infezioni al tratto respiratorio (tra cui bronchiti acute e polmoniti), otiti, faringiti e laringiti. Viene anche utilizzata nel trattamento di infezioni ginecologiche e del tratto urinario. I batteri sensibili a questo antibiotico sono sia Gram-positivi (streptococchi, pneumococchi, stafilococchi) sia Gram-negativi (Haemophilus influenzae, Neisseria gonorrhoeae, Escherichia coli, Proteus mirabilis).

## Farmacodinamica
La pivampicillina è un profarmaco inattivo che dopo l'assorbimento nel tratto gastrointestinale subisce una conversione da parte di esterasi non specifiche presenti nella maggior parte dei tessuti corporei che produce ampicillina (la forma microbiologicamente attiva del farmaco) insieme a formaldeide e acido pivalico. Più del 99% della pivampicillina assorbita viene convertita in ampicillina entro 15 minuti dall'assorbimento.

## Controindicazioni
I profarmaci che rilasciano acido pivalico quando metabolizzati dall'organismo (ad esempio pivampicillina, pivmecillina e cefditoren pivoxil) sono da tempo noti per la loro capacità di esaurire i livelli di carnitina. Questa azione non è dovuta al farmaco stesso, bensì al pivalato, che viene principalmente rimosso dal corpo tramite la formazione di un complesso coniugato con la carnitina. Anche se l'uso a breve termine di questi farmaci può causare una marcata diminuzione dei livelli ematici di carnitina è improbabile che tale riduzione sia di rilevanza clinica; l'uso a lungo termine, tuttavia, appare problematico e non è raccomandato.